# Real Girl (singel)
"Real Girl" – singel Mutyi Bueny, pochodzący z albumu Real Girl. Zawiera sampel utworu Lenny'ego Kravitza "It's An't Over Till Is Over". Singel wyprodukował Full Phat.

## Teledysk
Teledysk został nakręcony w kwietniu. Po raz pierwszy ukazał się w telewizji 18 maja 2007. W teledysku występują przyjaciele Mutyi Bueny.

## Lista utworów
- CD1

1. "Real Girl" — 3:29
2. "Naive" (Live Acoustic) — 3:07

- CD2

1. "Real Girl" (original mix) — 3:29
2. "Real Girl" (Moto Blanco remix) — 3:38
3. "Real Girl" (Primary 1s Real Girls In Another World edition) — 3:35
4. "Real Girl" (Duncan Powell Remix) — 5:58
5. "Real Girl" (music video) — 3:29

- D-z CDS (D-z Records) (Release : 5 June)

1. "Real Girl" — 3:29 [On CD1,CD2]
2. "Keep Your Head Up" (Clip) — 1:23 [On CD1]
3. "Real Girl" (Full Phatt Remix) [Uk Only Bonus]— 3:29 [On Uk CD]
4. "Real Girl" (Moto Blanco Remix) — 7:46 [On CD2]
5. "Real Girl" (Moto Blanco Dub) — 9:40 [On CD2]
6. "Real Girl" (Moto Blanco Radio Edit) — 3:38 [On CD2]
7. "Real Girl" (Moto Blanco Radio Edit Video Mix) (video) — 3:38 [On CD2]

## Pozycje na listach
| Notowanie (2007)  | Pozycja |
| ----------------- | ------- |
| UK                | 2       |
| UK Download Chart | 2       |
| Chorwacja         | 2       |
| Dania             | 2       |
| Słowenia          | 3       |
| Finlandia         | 6       |
| Estonia           | 6       |
| Holandia          | 6       |
| Dutch Top 40      | 9       |
| Słowacja          | 14      |
| Węgry             | 15      |
| Ukraina           | 16      |
| Luksemburg        | 18      |
| Izrael            | 21      |
| Litwa             | 23      |
| Irlandia          | 25      |
| Świat             | 29      |
| Japonia           | 35      |
| Niemcy            | 40      |
| Rumunia           | 40      |
| Austria           | 46      |
| Szwajcaria        | 53      |
| Czechy            | 54      |